# Gila elegans
Gila elegans är en fiskart som beskrevs av Baird och Girard, 1853. Gila elegans ingår i släktet Gila och familjen karpfiskar. IUCN kategoriserar arten globalt som starkt hotad. Inga underarter finns listade i Catalogue of Life.